# کرم‌ها ۲: مبارزه نهایی
کرم‌ها ۲: مبارزه نهایی (به انگلیسی: Worms 2: Armageddon) نام یک بازی ویدئویی محصول سال ۲۰۰۹ از مجموعه کرم‌ها است.